# Stained Class
Stained Class ist das vierte Studioalbum der britischen Heavy-Metal-Band Judas Priest. Es ist das erste Album mit Schlagzeuger Les Binks. Erstmals ist das bis heute bekannte Logo auf dem Album zu sehen.

## Hintergrund
Stained Class wurde mit Dennis Mackay und James Guthrie in London und Oxfordshire eingespielt. Stilistisch markiert das Album eine Abkehr vom Siebziger-„Bombastrock“ des Vorgängeralbums. Der Song Exciter wurde überdies nachträglich als typisches Beispiel für Speed Metal bezeichnet.
1990 wurde die Band von den Eltern zweier Teenager nach einem teils missglückten Selbstmordversuch derselben erfolglos verklagt, da der Song Better by You, Better Than Me angeblich Backward-Masking enthalten hätte.

## Titelliste
| Nr. | Titel                                              | Autor(en)                 | Länge |
| --- | -------------------------------------------------- | ------------------------- | ----- |
| 1.  | Exciter                                            | Rob Halford, Glenn Tipton | 5:34  |
| 2.  | White Heat, Red Hot                                | Tipton                    | 4:20  |
| 3.  | Better by You, Better Than Me (Spooky-Tooth-Cover) | Gary Wright               | 3:24  |
| 4.  | Stained Class                                      | Halford, Tipton           | 5:19  |
| 5.  | Invader                                            | Halford, Tipton, Ian Hill | 4:12  |

| Nr.          | Titel                      | Autor(en)                      | Länge |
| ------------ | -------------------------- | ------------------------------ | ----- |
| 6.           | Saints In Hell             | Halford, K. K. Downing, Tipton | 5:30  |
| 7.           | Savage                     | Halford, Downing               | 3:27  |
| 8.           | Beyond the Realms of Death | Halford, Les Binks             | 6:53  |
| 9.           | Heroes End                 | Tipton                         | 5:01  |
| Gesamtlänge: | Gesamtlänge:               | Gesamtlänge:                   | 43:40 |

## Rezeption

### Rezensionen
Das Magazin Rock Hard setzte das Album 2005 auf Platz 307 seiner 500 besten Alben. Allmusic gab ihm 4,5 von 5 Sternen.

### Charts und Chartplatzierungen
| ChartsChartplatzierungen       | Höchstplatzierung | Wochen |
| ------------------------------ | ----------------- | ------ |
| Vereinigtes Königreich (OCC)   | 27 (5 Wo.)        | 5      |
| Vereinigte Staaten (Billboard) | 173 (3 Wo.)       | 3      |

### Auszeichnungen für Musikverkäufe
| Land/Region               | Auszeichnungen für Musikverkäufe (Land/Region, Auszeichnung, Verkäufe) | Verkäufe |
| ------------------------- | ---------------------------------------------------------------------- | -------- |
| Vereinigte Staaten (RIAA) | Gold                                                                   | 500.000  |
| Insgesamt                 | 1× Gold ·                                                              | 500.000  |